# Montmaneu
Montmaneu ist eine katalanische Gemeinde (Municipio) mit 200 Einwohnern (Stand: 2024) in der Provinz Barcelona im Nordosten Spaniens. Sie liegt in der Comarca Anoia. Neben dem namengebenden Hauptort Montmaneu gehört die Ortschaft La Panadella zur Gemeinde.

## Lage
Montmaneu liegt etwa 65 Kilometer nordwestlich von Barcelona in einer Höhe von ca. 710 m. Durch die Gemeinde führt die Autovía A-2.

## Bevölkerungsentwicklung
| Jahr      | 1970 | 1981 | 1991 | 2001 | 2011 | 2021 |
| Einwohner | 276  | 309  | 236  | 178  | 189  | 156  |

## Sehenswürdigkeiten

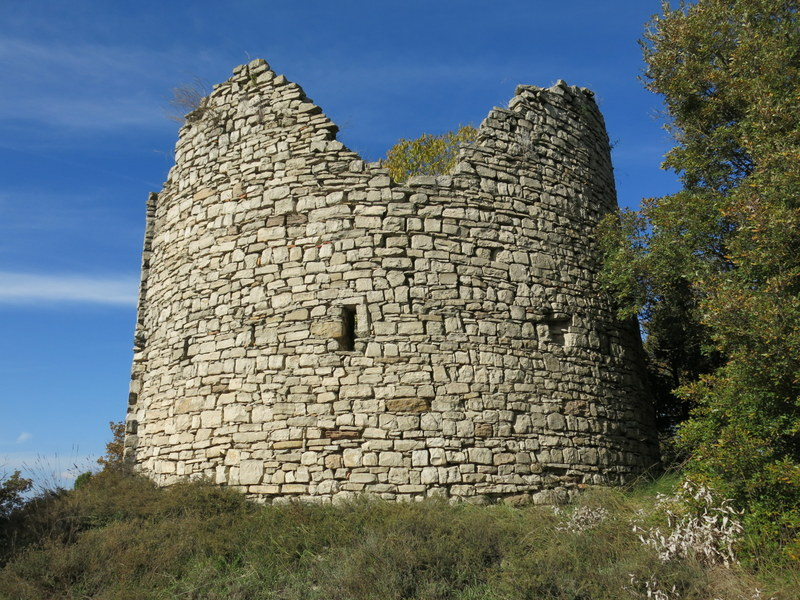
Turm von La Panadella
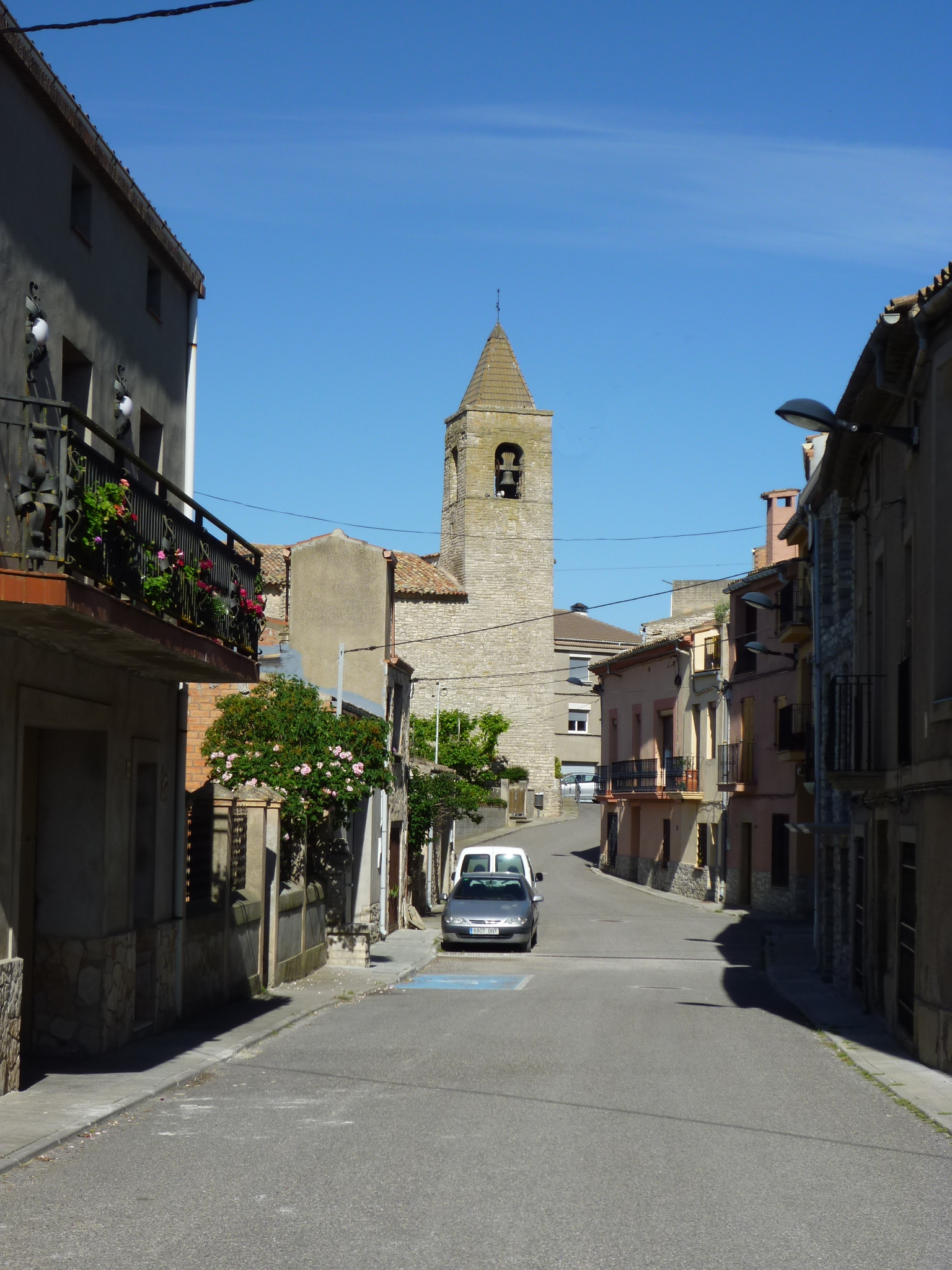
Marienkirche

- Turm von La Panadella
- Marienkirche